# Campeonato Tocantinense de Segunda División 2023
El Campeonato Tocantinense de Segunda División de 2023 fue la 15.ª edición de la división de ascenso del fútbol Tocantinense. La competición inició el 12 de octubre de 2022 y finalizó el 9 de diciembre del mismo año. Los dos mejores ascendieron al Campeonato Tocantinense 2024.

## Participantes
- Arsenal
- Araguaína
- Batalhão
- Interporto
- Guaraí
- Sparta
- São José
- Miranorte

## Primera fase

### Grupo A

#### Clasificación
| Pos. | Equipo       | Pts. | PJ | G | E | P | GF | GC | Dif. | Clasificación 2023             |
| ---- | ------------ | ---- | -- | - | - | - | -- | -- | ---- | ------------------------------ |
| 1    | Interporto   | 16   | 6  | 5 | 1 | 0 | 24 | 3  | +21  | Clasificado a las semifinales. |
| 2    | Batalhão     | 12   | 6  | 4 | 0 | 2 | 28 | 6  | +22  | Clasificado a las semifinales. |
| 3    | São José     | 5    | 6  | 1 | 2 | 3 | 8  | 18 | −10  |                                |
| 4    | NC Miranorte | 1    | 6  | 0 | 1 | 5 | 4  | 37 | −33  |                                |

Actualizado a los partidos jugados el 11 de noviembre de 2023.
 Fuente: O Gol

#### Fixture
| Fecha                          | Lugar          |            |  | Resultado |  |            |
| ------------------------------ | -------------- | ---------- |  | --------- |  | ---------- |
| 12 de octubre de 2023, 16:00   | Miranorte      | Miranorte  |  | 0:4       |  | Batalhão   |
| 12 de octubre de 2023, 16:00   | Palmas         | São José   |  | 2:2       |  | Interporto |
| 15 de octubre de 2023, 16:00   | Porto Nacional | Interporto |  | 8:0       |  | Miranorte  |
| 17 de octubre de 2023, 19:30   | Palmas         | Batalhão   |  | 5:0       |  | São José   |
| 21 de octubre de 2023, 16:00   | Miranorte      | Miranorte  |  | 2:2       |  | São José   |
| 21 de octubre de 2023, 16:00   | Porto Nacional | Interporto |  | 1:0       |  | Batalhão   |
| 28 de octubre de 2023, 16:00   | Palmas         | Batalhão   |  | 0:3       |  | Interporto |
| 29 de octubre de 2023, 16:00   | Palmas         | São José   |  | 2:1       |  | Miranorte  |
| 4 de noviembre de 2023, 16:00  | Miranorte      | Miranorte  |  | 0:6       |  | Interporto |
| 4 de noviembre de 2023, 16:00  | Palmas         | São José   |  | 1:4       |  | Batalhão   |
| 11 de noviembre de 2023, 16:00 | Porto Nacional | Interporto |  | 4:1       |  | São José   |
| 11 de noviembre de 2023, 16:00 | Palmas         | Batalhão   |  | 15:1      |  | Miranorte  |

### Grupo B

#### Clasificación
| Pos. | Equipo    | Pts. | PJ | G | E | P | GF | GC | Dif. | Clasificación 2023             |
| ---- | --------- | ---- | -- | - | - | - | -- | -- | ---- | ------------------------------ |
| 1    | Guaraí    | 12   | 6  | 3 | 3 | 0 | 8  | 2  | +6   | Clasificado a las semifinales. |
| 2    | Araguaína | 11   | 6  | 3 | 2 | 1 | 11 | 5  | +6   | Clasificado a las semifinales. |
| 3    | Sparta    | 8    | 6  | 2 | 2 | 2 | 5  | 6  | −1   |                                |
| 4    | Arsenal   | 1    | 6  | 0 | 1 | 5 | 2  | 13 | −11  |                                |

Actualizado a los partidos jugados el 11 de noviembre de 2023.
 Fuente: O Gol

#### Fixture
| Fecha                          | Lugar          |           |  | Resultado |  |           |
| ------------------------------ | -------------- | --------- |  | --------- |  | --------- |
| 12 de octubre de 2023, 16:00   | Araguaína      | Araguaína |  | 2:1       |  | Arsenal   |
| 12 de octubre de 2023, 16:00   | Guaraí         | Guaraí    |  | 3:0       |  | Sparta    |
| 15 de octubre de 2023, 16:00   | Tocantinópolis | Arsenal   |  | 0:1       |  | Guaraí    |
| 17 de octubre de 2023, 19:00   | Araguaína      | Sparta    |  | 0:1       |  | Araguaína |
| 21 de octubre de 2023, 16:00   | Araguaína      | Sparta    |  | 1:1       |  | Arsenal   |
| 22 de octubre de 2023, 16:00   | Araguaína      | Araguaína |  | 2:2       |  | Guaraí    |
| 28 de octubre de 2023, 16:00   | Guaraí         | Guaraí    |  | 0:0       |  | Araguaína |
| 28 de octubre de 2023, 16:00   | Tocantinópolis | Arsenal   |  | 0:2       |  | Sparta    |
| 4 de noviembre de 2023, 16:00  | Guaraí         | Guaraí    |  | 2:0       |  | Arsenal   |
| 4 de noviembre de 2023, 23:40  | Araguaína      | Araguaína |  | 1:2       |  | Sparta    |
| 11 de noviembre de 2023, 16:00 | Tocantinópolis | Arsenal   |  | 0:5       |  | Araguaína |
| 11 de noviembre de 2023, 16:00 | Araguaína      | Sparta    |  | 0:0       |  | Guaraí    |

## Fase final

### Semifinales

#### Partidos de ida
| Fecha                          | Lugar     |           |  | Resultado |  |            |
| ------------------------------ | --------- | --------- |  | --------- |  | ---------- |
| 18 de noviembre de 2023, 16:00 | Palmas    | Batalhão  |  | 1:0       |  | Guaraí     |
| 18 de noviembre de 2023, 16:00 | Araguaína | Araguaína |  | 2:1       |  | Interporto |

#### Partidos de vuelta
| Fecha                          | Lugar          |            |  | Resultado |  |           |
| ------------------------------ | -------------- | ---------- |  | --------- |  | --------- |
| 25 de noviembre de 2023, 15:45 | Guaraí         | Guaraí     |  | 0:1       |  | Batalhão  |
| 25 de noviembre de 2023, 15:45 | Porto Nacional | Interporto |  | 1:1       |  | Araguaína |

### Final

#### Partido de ida
| Fecha                         | Lugar     |           |  | Resultado |  |          |
| ----------------------------- | --------- | --------- |  | --------- |  | -------- |
| 2 de diciembre de 2023, 18:30 | Araguaína | Araguaína |  | 4:3       |  | Batalhão |

#### Partido de vuelta
| Fecha                         | Lugar  |          |  | Resultado |  |           |
| ----------------------------- | ------ | -------- |  | --------- |  | --------- |
| 9 de diciembre de 2023, 18:00 | Palmas | Batalhão |  | 2:0       |  | Araguaína |

## Goleadores
| Pos. | Jugador      | Equipo     | Goles |
| ---- | ------------ | ---------- | ----- |
| 1    | Tony Love    | Batalhão   | 10    |
| 2    | Bruno Moraes | Interporto | 8     |
| 3    | Vitor Hugo   | Interporto | 6     |
|      | Carlinhos    | Batalhão   | 6     |
|      | Jean         | Araguaína  | 6     |